# Крест Георга
Крест Георга (англ. The George Cross; GC) — высшая гражданская награда в Великобритании и Британском Содружестве. Является гражданским аналогом военного креста Виктории. Даётся гражданским, а также военным лицам, за храбрые и мужественные поступки, совершённые не на поле боя, либо не подпадающие под статуты военных наград.

## История
Учреждён 24 сентября 1940 года королём Георгом VI. В самый разгар войны ощущалась сильная потребность наградить гражданских лиц за многочисленные подвиги мужества. Существующие награды для гражданских лиц не подходили к новой ситуации, поэтому было решено, что для этих целей следует установить крест Георга и медаль Георга.
Объявляя об учреждении новой награды, король сказал: «Для того, чтобы они были заслуженно и быстро отмечены, я решил создать, наконец, новый знак отличия для мужчин и женщин во всех областях гражданской жизни. Предлагаю дать своё имя новому отличию, каковое будет состоять из креста Георга, по рангу рядом с крестом Виктории, и медали Георга для более широкого распространения».
Декрет о кресте Георга и медали Георга, датированный 24 января 1941 года, был опубликован в London Gazette 31 января 1941 года.
Крестом Георга планировалось заменить Имперскую медаль «За храбрость» (EGM); всем награждённым этой медалью было предложено поменять свои медали на крест Георга, что явилось беспрецедентным случаем в истории британских наград. Эта замена не коснулась награждённых медалью Альберта (AM) и медалью Эдуарда (EM), которые были выше по статусу, чем медаль «За храбрость». Это упущение было исправлено в 1971 году, когда живые обладатели медали Альберта и медали Эдуарда были приглашены для их обмена на крест Георга. Из 64 живых на тот момент награждённых медалью Альберта и 68 медалью Эдуарта, 49 и 59 соответственно произвели обмен.

## Описание
Крест Георга представляет собой серебряный прямой равноконечный крест. В центральном медальоне креста расположено рельефное изображение Святого Георгия Победоносца, поражающего мечом змея. По окружности медальона девиз: «FOR GALLANTRY». Между сторонами креста расположены небольшие монограммы короля Георга VI (без корон). Задняя сторона креста гладкая; на ней гравируется имя награждённого и дата награждения. Размер креста 48х46 мм.
Крест через прямоугольную рамку крепится к ленте тёмно-синего цвета. Рамка украшена изображением лавровых ветвей.
Для повседневного ношения предусмотрена розетка или планка из ленты тёмно-синего цвета, поверх которой крепится миниатюрное изображение креста.

## Награждённые
С момента учреждения в 1940 году, крестом Георга были награждены 159 человек, из них 86 посмертно. С учётом обменявших свои старые медали на крест, всего обладателями креста Георга стали 404 человека. Также было произведено три коллективных награждения: остров Мальта в 1942 году — за храбрость населения острова перед врагом, проявленную в годы Второй мировой войны, Королевские Ольстерские констебли в 1999 году — за 30-летнее мужество при охране правопорядка в Северной Ирландии, и Национальная служба здравоохранения в 2021 году — за борьбу с пандемией нового коронавируса.

### Новые награждения
Министерство обороны 23 июля 2008 года объявило, что лейтенант-капрал Мэтью Краучер (Matthew Croucher) резерва королевских морских пехотинцев будет награждён за закрытие своим телом разорвавшейся гранаты во время операции в Афганистане.
До этого был награждён капрал Марк Райт (Mark Wright) 3-го батальона парашютного полка, умерший от ран в провинции Хелманд (Афганистан) 6 сентября 2006 года, после подрыва на минном поле в попытке спасти жизни раненых солдат.

## Пенсия
Награждённые крестом Георга, равно как и крестом Виктории, имеют право на получение пенсии, сумма которой определяется правительством. С 2002 года пенсия составляла 1495 фунтов стерлингов в год. С января 2005 года, согласно приказу о канадских наградах за храбрость, награждённые — члены канадских вооружённых сил, или поступившие в британские вооружённые силы до 31 марта 1949 года будучи жителями Канады или Ньюфаундленда, получают 3000 канадских долларов в год. Для австралийских награждённых сумма определяется статьёй 11A1.2 документа о выплатах австралийских вооружённых сил и на январь 2005 года она равнялась 250 австралийским долларам в год.